# 奥尔卡霍德洛斯蒙特斯
奥尔卡霍德洛斯蒙特斯，是西班牙卡斯蒂利亚-拉曼恰雷阿尔城省的一个市镇。 总面积208平方公里，总人口1060人（2001年），人口密度5人/平方公里。